# Margret Jonsdottir Benedictsson
Margret Jonsdottir Benedictsson, née le 16 mars 1866 à Hrappsstadir, Vioifdalur, en Islande; décédée le 13 décembre 1956 à Anacortes, Washington, États-Unis, est une écrivaine et journaliste manitobaine d'origine islandaise. Elle a fondé Freyja, premier journal canadien consacré à la défense du droit de vote des femmes. Elle est considérée comme une figure importante de l'histoire du droit des femmes au Manitoba en raison du rôle qu'elle a joué au sein du mouvement suffragiste.

## Biographie
Margret Jonsdottir Benedictsson (née Jonsdottir) a vu le jour en 1866 dans le village islandais d'Hrappsstadir. Elle est la fille naturelle de Jon Jonsson, un fabricant de harnais, et de Krisjana Ebenesarsdottir, sa servante. En 1868, Margret est placée en famille d'accueil par son père devenu veuf. Elle travaille deux ans comme employée de ferme, puis Jon Jonsson reprend sa garde. Il décède cependant lorsque Margret n'a que 13 ans. Elle devient dès lors autonome, affranchie de tout lien parental et gagnant elle-même sa vie. Durant cette période de travail en Islande, Margret lit des livres à propos de différentes oppressions, dont celle des femmes. Ces lectures provoquent chez elle colère, désarroi et « le désir de briser les chaines qui ligotent les gens à la misère et à la détresse ». 
En 1877, à 21 ans, Margret va rejoindre de la parenté aux États-Unis après avoir a appris que dans ce pays, les filles pouvaient poursuivre des études post-secondaires. Elle s'installe à Gardar, dans le Dakota. Elle y travaille comme domestique, complète ses études primaires et suit pendant deux ans des cours au Bathgate College, une école de commerce. Vers 1891, Margret Jonsdottir immigre au Canada, et s'établit à Winnipeg, au Manitoba. Elle y suit des cours du soir en comptabilité et sténodactylographie.
Elle exerce bientôt une militance féministe active pour différentes associations de la communauté islandaise, où elle travaille à faire avancer la cause du suffrage des femmes. En 1893, elle épouse Sigfus B. Benedictsson, un écrivain et éditeur qui promeut l'émancipation des femmes. Ils fondent ensemble le journal suffragiste Freyja. Le couple aura trois enfants, dont un garçon, Ingi, et une fille, Helen. Margret s'occupe des enfants le jour, prononce des conférences féministes le soir et écrit la nuit. En 1910, Margret divorce de Sigfus. Ce divorce est qualifié « d'initiative courageuse » par la chercheuse Carolyn Crippen, considérant les obstacles légaux et monétaires qui rendaient alors le divorce peu accessible aux femmes canadiennes.
En 1912, l'écrivaine quitte le Canada avec ses enfants pour s'installer à Seattle, puis à Blaine, dans l'État de Washington, où elle a de la famille et des amis. Elle décède de maladie à l'âge de 90 ans dans la maison de sa fille, à Anacortes, le 13 décembre 1956. La nouvelle de sa mort sera annoncée en première page du journal Heimskringla de Winnipeg.   

## Les suffragettes islandaises du Manitoba
En 1870, au moment où le Manitoba se joignait à la confédération canadienne, la loi fédérale statuait qu'« aucune femme, aucun idiot, lunatique ou criminel ne peut voter. » 
Six ans plus tard a lieu une vague d'immigration de l'Islande vers le Manitoba. En 1898, un recensement estimait à 6 000 le nombre d'immigrants islandais établis au Manitoba. À cette époque, en Islande, les femmes peuvent voter lors des élections dans l'Église, et lors des élections municipales si elles sont veuves ou célibataires. Les Islandais établis au Manitoba ont une mentalité progressiste influencée par le mouvement Social Gospel. Les femmes sont engagées dans l'action sociale à travers leurs Églises locales (luthériennes ou unitariennes). Dès 1875, les Islandaises du Manitoba s'impliquent dans la cause du suffrage des femmes. Selon Jo-Anne Weir, cette implication n'est pas une nouveauté due à leur arrivée au Canada. Ces femmes sont plutôt influencées « par le mouvement pour les droits des femmes actif en Islande avant qu'elles n'immigrent ». Les Islandaises continuent à être influencées par ce mouvement présent au pays natal. Elles y ont accès à travers les journaux Logberg et Heimskringla, qui reprennent chaque semaine des articles provenant de journaux islandais. Par exemple, en 1885, elles pourront lire le premier article sur le suffrage féminin écrit par une femme, Briet Bjarnhedinsdottir , publié dans le journal islandais Fjallkonan.
Pendant ce temps, un mouvement pancanadien pour le suffrage féminin émerge graduellement. L'an 1882 voit naître la Canadian Women’s Suffrage Association. Des groupes de femmes non islandaises du Manitoba embrassent la cause. Par exemple, la Women’s Christian Temperance Union (W.C.T.U.) qui vote, lors de son assemblée de 1893, une résolution en faveur du droit de vote des femmes et dépose une pétition en ce sens au gouvernement provincial manitobain. Le principal objectif poursuivi par la W.C.T.U est d'obtenir la prohibition de l'alcool grâce au vote des femmes.
Cependant, selon l'historienne Catherine Lyle Cleverden, lors de cette période, le mouvement pour le suffrage féminin au Manitoba en vient à « s'enfoncer dans le marasme » et « le combat pour le vote des femmes au Manitoba serait mort », n'eut été l'effort des syndicats et des Islandaises, qui ont « maintenu la cause à flot presque toutes seules.»
En 1905, Margret Jonsdottir Benedictsson encourage le Icelandic Ladies Aids groups à joindre à ses actions la militance pour le suffrage féminin. En 1908, elle crée la Icelandic Women’s Suffrage Society, nommée Tilraum (« effort » en islandais), dont elle est élue présidente.         
Selon l'historienne Alison Prentice, les mouvements suffragistes manitobains et islando-manitobains sont distincts l'un de l'autre. « La population islandaise restait isolée de la majorité anglo-saxonne par sa langue et sa culture (...) la participation culturelle, économique et politique de la femme islandaise à la société ne provenait pas seulement d'une solide vie communautaire, mais aussi d'une longue tradition d'égalité de droit pour les femmes. »
M. J. Benedictsson et le mouvement suffragiste manitobain partageaient plusieurs valeurs, souligne l'historienne Mary Kinnear, mais les Anglo-saxonnes invoquaient le souhait « de faire sortir la supériorité morale des femmes de la cuisine pour l'inclure dans la législature », tandis que Benedictsson soutenait plutôt « un idéal d'égalité » entre femmes et hommes.          
Margret tentera de rapprocher le mouvement suffragiste des Islandaises et celui des Anglo-Saxonnes en rendant Tilraum membre de la Canada Suffrage Association et de la Woman Suffrage Alliance.

## Fondation du journalFreyja
Freyja, qui signifie « femme » en islandais, est également le nom de la déesse scandinave de la fertilité, de l'amour, du champ de bataille et de la mort. Le mensuel a été imprimé, édité et publié par le couple Jonsdottir-Benedictsson de 1898 à 1910. Freyja se décrit lui-même comme « le seul journal du Canada dédié au suffrage des femmes ». « Les questions relatives au progrès et aux droits des femmes seront toujours notre première préoccupation » peut-on lire dans la premier éditorial. Lors de sa deuxième année, le journal atteint 500 abonnés. On retrouve parmi ces abonnés des hommes et femmes du Manitoba, du Canada et des États-Unis.
La majorité des articles publiés sont écrits par Margret ou Sigfus sous différents pseudonymes. Margret utilise parfois un pseudonyme masculin. Une autre partie est constituée d'articles féministes provenant des États-Unis, dont les textes ont été traduits en islandais par le couple. Le journal compte de 30 à 40 pages, dont le quart est occupé par des publicités en anglais et en islandais. Le contenu du journal inclut des feuilletons, des biographies de personnages importants, de la poésie, des critiques littéraires, un courrier des lecteurs et un encart destiné aux enfants.
En plus de promouvoir le droit de vote des femmes, Freyja prend position sur des questions sociales qui touchent les femmes et leurs familles. Par exemple, on y soutient le mouvement pour la tempérance, le droit au divorce, le pacifisme, et l'octroi d'une allocation aux femmes pauvres par l'État.
Freyja cesse d'être publié en 1910, quand Sigfus « cesse de recevoir le courrier adressé au journal et empêche son épouse d'accéder aux presses. »

## Jonsdottir et le droit de vote des Manitobaines
En 1916, le gouvernement manitobain accorde le droit de vote aux femmes. Il s'agit de la première province canadienne à le faire. L'historien Jonas Thor dit de Margret Jonsdottir Benedictsson qu' « il y a peu de doute que son travail ait contribué à cette réussite. Bien qu'elle se soit concentrée sur l'objectif de joindre ses propres compatriotes, elle s'est battue pour les droits de toutes les Canadiennes. »

## Complément d'information
Première page du no.1 de Freyja : http://timarit.is/view_page_init.jsp?pubId=33